# RD-120
Das RD-120 (von russisch Реактивный двигатель, „Reaktiwnyj Dwigatel“, deutsch Raketentriebwerk, GRAU-Index 11D123) ist ein Raketentriebwerk für Flüssigkeitsraketen. Es sollte nicht mit dem RD-0120 (11D122) der Rakete Energija verwechselt werden, welches einen wesentlich höheren Schub erreicht.

## Entwicklung und Einsatz
Das RD-120 wurde vom sowjetischen Chefkonstrukteur für Raketenmotoren Walentin Gluschko im Zeitraum zwischen 1976 und 1985 am Leningrader Gasdynamischen Laboratorium entwickelt und wird heute von NPO Energomasch vertrieben. Ein RD-120 dient in der Zenit-Rakete als Antrieb für die zweite Raketenstufe und ist auf den Betrieb im luftleeren Raum optimiert. Der Erstflug erfolgte 1985 und bis 2006 wurden 60 Stück eingesetzt. Obgleich das RD-120 wesentlich weniger Schub als das Erststufentriebwerk RD-171 entwickelt, war es an den meisten der Fehlstarts beteiligt: von neun Fehlstarts entfielen sechs auf das Versagen der zweiten Stufe. Seit 2003 kommt an der Zenit 3SL eine ab 2001 entwickelte Variante des Triebwerkes mit 10 % mehr Schub zum Einsatz.

## Technik
Das RD-120 wird mit Kerosin und flüssigem Sauerstoff (LOX) betrieben und besteht aus einer Vor- und einer Hauptbrennkammer, einer Turbine und einem Gasgenerator. Es wird durch ein zusätzliches Triebwerk vom Typ RD-8 mit vier um 33° schwenkbare Steuerdüsen für die Lageregelung unterstützt.
Eine weitere Besonderheit des Triebwerks ist, dass die Leistung auf 80 % heruntergefahren werden kann, um kurz vor Brennschluss die Belastung für die Raketenstruktur zu senken. Ähnlich wie beim RD-253 ist die Turbine für den Antrieb der Treibstoffpumpen innerhalb der Vorbrennkammer angeordnet (geschlossener Kreislauf). Dazu wird die gesamte Menge des Oxidators und ein geringer Teil des Brennstoffs zugeführt, welcher dort mit geringer Temperatur verbrennt und die Turbine antreibt. Das Abgas aus der Vorbrennkammer gelangt dann zu den Hauptbrennkammern, wo der Hauptteil des Brennstoffs zugeführt wird und verbrennt. Durch diese Ausführung geht dem Triebwerk auch bei dem enormen Brennkammerdruck von über 160 Bar kein Antriebsgas für die Pumpen verloren.
Als RD-120K (auch RD-123 genannt) und RD-120M werden zwei Varianten des RD-120-Triebwerks bezeichnet, welche für den Betrieb auf Meereshöhe angepasst sind und so als Erststufentriebwerk dienen können. Sie verfügen über eine in zwei Ebenen um je 6° schwenkbare und verkürzte Düse. Die Entwicklung begann etwa 1994 und der Prototyp des RD-120K wurde ab 1996 getestet, jedoch erreichten beide Varianten nie die Serienproduktion.

## Technische Daten
|                                          | RD-120         | RD-120K           |
| ---------------------------------------- | -------------- | ----------------- |
| Mischungsverhältnis LOX/Kerosin          | 2,6            | 2,6               |
| Gesamthöhe                               | 3,87 m         | 2,80 m            |
| Durchmesser                              | 1,95 m         | 1,50 m            |
| Trockenmasse                             | 1125 kg        | 1433 kg           |
| Schub/Gewichts-Verhältnis (Boden/Vakuum) | - / 75,5       | 61,7 / 62,1       |
| Brennkammerdurchmesser                   | ? mm           | ? mm              |
| Brennkammerdruck                         | 16,3 MPa       | 17,2 MPa          |
| Schub (Boden/Vakuum)                     | - / 833 kN     | 867 / 873 kN      |
| Spezifischer Impuls (Boden/Vakuum)       | - / 3434 Ns/kg | 2923 / 3296 Ns/kg |